# Дубина, Юлия
Юлия Дубина (груз. იულია დუბინა; род. 23 июня 1984, Тбилиси) — грузинская легкоатлетка, специалистка по тройным прыжкам. Выступала за сборную Грузии по лёгкой атлетике в 2000-х годах, победительница и призёрка первенств национального значения, действующая рекордсменка страны в тройном прыжке на открытом стадионе и в помещении, участница летних Олимпийских игр в Афинах.

## Биография
Юлия Дубина родилась 23 июня 1984 года в Тбилиси, Грузинская ССР.
Начинала спортивную карьеру в беге на короткие дистанции, уже в конце 1990-х годов участвовала в различных легкоатлетических турнирах в беге на 200, 300 и 400 метров, но в конечном счёте сделала выбор в пользу тройного прыжка.
Первого серьёзного успеха в лёгкой атлетике добилась в июле 2004 года, когда на соревнованиях в Баку установила национальный рекорд Грузии в тройном прыжке на открытом стадионе — 14,03 метра. Выполнив олимпийский квалификационный норматив, вошла в основной состав грузинской национальной сборной и удостоилась права защищать честь страны на летних Олимпийских играх в Афинах — на предварительном квалификационном этапе прыгнула на 13,36 метра и в финал не вышла.
После афинской Олимпиады Дубина ещё в течение некоторого времени оставалась в составе грузинской легкоатлетической команды и продолжала принимать участие в крупнейших международных стартах. Так, в 2005 году на соревнованиях в Тегеране установила ныне действующий национальный рекорд в тройном прыжке в закрытом помещении — 13,24 метра, затем выступила на чемпионате Европы в помещении в Мадриде.
В 2006 году стартовала на чемпионате Европы в Гётеборге, здесь также в финал не вышла. По окончании этого сезона завершила спортивную карьеру.